# الضربات الإيرانية على إسرائيل (يونيو 2025)
الضربات الإيرانية على إسرائيل أو الرد الإيراني على الهجوم الإسرائيلي أو عملية الوعد الصادق 3 وهي عملية وضربات صاروخية أطلقتها إيران مساء يوم الجمعة 13 يونيو 2025، كرد على العدوان والهجوم الإسرائيلي الذي بدأ في فجر اليوم نفسه والذي استهدف منشآت إيرانية عسكرية ومدنية، ومخازن ومصانع صواريخ بالستية، ومجموعة من قادة الحرس الثوري والعلماء النوويين الإيرانيين، كجزء من الحرب بين إيران وإسرائيل، فقد شنَّ الحرس الثوري هجمات واسعة النطاق نفذتها باستخدام طائرات مُسيرة وصواريخ باليستيَّة استهدفت مواقع داخل إسرائيل ردًا على تلك الهجمات، حيث اعتبرت إيران هذا الهجوم «إعلان حرب» وانتهاكًا لسيادتها ولخُطُوطها الحمراء. أطلقت إيران على هذه العملية اسم «عملية الوعد الصادق 3» (بالفارسية: عملیات وعده صادق ٣). وأفادت مصادر أمريكيَّة أن الولايات المتحدة ساعدت في اعتراض الصواريخ المُوجَّهة نحو إسرائيل. أسفرت الضربات الصاروخيَّة الإيرانيَّة عن تدمير 150 موقعًا عسكريًا واستخباريًا وسقوط 14 قتيل وإصابة أكثر من 450 شخصًا بجروح متفاوتة.
تُمثل هذه الهجمات تحولًا نوعيًا في التوترات المستمرة بين إيران وإسرائيل، حيث أصبحت العلاقة «مواجهة مباشرة». أدت هذه الضربات إلى تداعيات إقليمية ودولية واسعة النطاق، بما في ذلك ارتفاع أسعار النفط، وتأثر طرق الشحن العالمية وتعليق حركة الطيران، وتزايد المخاوف من صراع أوسع في الشرق الأوسط. أثارت الهجمات ردود فعل دولية واسعة، ودعوات متكررة لضبط النفس من قبل الأمم المتحدة.
تحمل الصواريخ الإيرانية كمية هائلة من المتفجرات – نحو نصف طن لكل صاروخ – وتُحدث موجات صدمية عنيفة. ورغم قوتها، لم تسجل حتى الآن أي حالات لانهيار مبانٍ بالكامل. ومع ذلك، لحقت أضرار بمبانٍ تقع على بعد مئات الأمتار من مواقع السقوط.
وفقاً للتقرير، تمكنت منظومات الدفاع الجوي الإسرائيلية من اعتراض ما بين 80 و90% من الصواريخ، في حين أن نحو 5 إلى 10% منها اخترقت الدفاعات وأصابت مناطق سكنية داخل إسرائيل. ومنذ اندلاع الحرب حتى 16 يونيو صباحا، قُتل 24 مدنياً إسرائيلياً. تركزت الضربات الإيرانية على منطقة غوش دان، المركز السكاني الأكبر في إسرائيل. وأشار الجيش الإسرائيلي إلى نجاحه في تدمير عشرات منصات الإطلاق، وقال الجيش الإسرائيلي أن ذلك قلل وتيرة الإطلاقات من مئات إلى عشرات.

## خلفية
تُعد التوترات بين إيران وإسرائيل جزءًا لا يتجزأ من صراع إقليمي أوسع نطاقًا، اتسم لعقود بعمليات سرية وصراعات بالوكالة في دول مثل سوريا ولبنان، بدلاً من المواجهة العسكرية المباشرة بين الدولتين. تتنافس الدولتان بشكل حاد على النفوذ الإقليمي، وتختلفان بشكل جوهري حول قضايا محورية مثل البرنامج النووي الإيراني، ووجود القوات والميليشيات المدعومة من إيران في سوريا ولبنان واليمن، وكذلك القضية الفلسطينية. شملت هذه «الحرب الخفية» ضربات جوية إسرائيلية متكررة ضد أهداف إيرانية أو مرتبطة بإيران في سوريا، واغتيالات لشخصيات إيرانية بارزة.
كانت الضربات الإسرائيلية على إيران في 13 يونيو 2025 هي الحدث المباشر الذي أدى إلى الهجوم الإيراني. أسفرت الغارات الجوية الإسرائيلية عن مقتل عدد من كبار قادة الحرس الثوري الإيراني، من بينهم قائد الحرس الثوري الإيراني، حسين سلامي ورئيس هيئة الأركان العامة للقوات المسلحة الإيرانية محمد باقري، ونائبه غلام علي رشيد، ومستشار المرشد الأعلى علي شمخاني، وقائد فيلق القدس إسماعيل قاآني. أفادت تقارير إيرانية باغتيل ستة علماء نوويين، منهم فريدون عباسي دواني ومحمد مهدي طهرانجي، غير أنه تبيَّن في وقت لاحق أن شمخاني لا يزال على قيد الحياة. وقد أثارت هذه الاغتيالات غضبًا شديدًا في طهران وتعهدًا علنيًا بالانتقام. شملت الضربات الإسرائيلية الأهداف «محطة نطنز النووية»، حيث دُمّرَ محطة تخصيب الوقود التجريبية التي تضم أجهزة طرد مركزي متطورة لإنتاج اليورانيوم المخصب بنسبة 60%، بالإضافة إلى أضرار في المحطات الكهربائية والمباني الداعمة. كما طالت الضربات «مركز أصفهان للتكنولوجيا والأبحاث النووية»، بما في ذلك منشأة إنتاج اليورانيوم المعدني والبنية التحتية لإعادة تحويل اليورانيوم المخصب. إضافة إلى ذلك، استهدفت القوات الإسرائيلية قواعد عسكرية ومراكز قيادة تابعة للحرس الثوري الإيراني.
شاركت نحو 200 طائرة مقاتلة إسرائيلية في الهجوم، وضربت حوالي 100 هدف في مناطق إيرانية مختلفة. وُصف الهجوم بأنه غير مسبوق. أفاد مندوب إيران لدى الأمم المتحدة بأن الضربات الإسرائيلية أسفرت عن مقتل 78 شخصاً وإصابة أكثر من 320 آخرين، الغالبية العظمى منهم مدنيون، بمن فيهم نساء وأطفال. سمع دوي انفجارات قوية في العاصمة الإيرانية طهران، وبالقرب من قواعد عسكرية وفي أحياء يسكنها كبار القادة. كما تعرضت مناطق سكنية للقصف مما تسبب في اندلاع حرائق. أكد مسؤولون أمريكيون أن إسرائيل نفذت الهجمات في إيران، لكنهم شددوا على أن الولايات المتحدة «لم تقدم المساعدة أو تشارك في العملية»، رغم إبلاغها مسبقاً بالهجوم.
اعتبرت إيران الضربات الإسرائيلية انتهاكًا صارخًا لسيادتها ومسًا مباشرًا بأمنها القومي، مؤكدة أن هذا العمل استدعى ردًا مباشرًا وملموسًا. وصفت إسرائيل هجومها بأنه «وقائي» أو «استباقي»، ويهدف إلى تقويض وتدمير وإزالة تهديد امتلاك إيران لأسلحة نووية. رغم أن إسرائيل استهدفت بشكل متكرر أفرادًا إيرانيين في سوريا كجزء من الحرب الخفية، فإن الضربات الإسرائيلية المباشرة مثّلث تصعيدًا كبيرًا. اعتبرت إيران هذه الضربات «إعلان حرب»، مما أجبرها على رد مباشر وعلني لدعم سيادتها ومصداقيتها.

## اختيار اسم العملية
أطلقت إيران على الضربات اسم «عملية الوعد الصادق 3» (بالفارسية: عملیات وعده صادق ٣). أُعلِنَ عن هذا الاسم رسميًا من قبل السلطات الإيرانية بعد شن الهجمات. يشير اختيار اسم «الوعد الصادق» بشكل مباشر إلى أن هذه العملية كانت وفاءً لتعهد إيراني سابق بالانتقام من الضربات الإسرائيلية. وتأتي «عملية الوعد الصادق 3» امتدادًا لسلسلة من العمليات التي تحمل الاسم نفسه؛ إذ كانت «عملية الوعد الصادق» الأولى قد نُفذت في يوليو 2006 من قبل حزب الله، وأُطلق الاسم نفسه على الضربات الإيرانية على إسرائيل في أبريل 2024، ثم على الضربات الإيرانية على إسرائيل في أكتوبر 2024، حيث اطلق عليها «عملية الوعد الصادق 2». يُعطي الاسم طابعًا دينيًا وأخلاقيًا للعملية، فإلى جانب التبرير، يوصل اسم «الوعد الصادق» رسالة إلى الخصوم (إسرائيل) والحلفاء على حد سواء بأن تحذيرات إيران موثوقة وأنها لن تتردد في التصرف مباشرة. يذكر أن مستشار قائد الحرس الثوري الإيراني، إبراهيم جباري، صرح في فبراير 2025 بأن عملية الوعد الصادق 3 ستُنفذ في الوقت المناسب بهدف تدمير إسرائيل وتسوية تل أبيب وحيفا بالأرض.

## الهجمات
توعدت إيران بردٍّ قاسٍ ضد إسرائيل عقب الهجمات الإسرائيلية، وأعلنت نيتها استهداف القوات الإسرائيلية والأمريكية المتمركزة في قواعد عسكرية عبر منطقة الشرق الأوسط. وفي أعقاب التصعيد، قامت الولايات المتحدة بإجلاء عدد من جنودها من العراق، ووافقت على إجلاء عائلات الجنود الأمريكيين من مناطق مختلفة في المنطقة.

### 13 يونيو
وقعت الضربات في ليلة 13 يونيو وصباح 14 يونيو 2025، واستمرت لساعات. شملت الهجمات إطلاق «أكثر من 100 طائرة مسيرة» و«أكثر من 200 صاروخًا باليستيًا»، وفقاً لما أفاد به العميد في الجيش الإسرائيلي إيفي ديفرين. تم إطلاق الهجمات على أربع دفعات منفصلة. هدف الهجوم إلى إرباك الدفاعات الجوية الإسرائيلية. أكد الجيش الإسرائيلي اعتراض معظم الطائرات المسيرة بواسطة أنظمة الدفاع الجوي متعددة الطبقات، بما في ذلك القبة الحديدية وأنظمة أخرى. ومع ذلك، تمكن عدد من المقذوفات من الوصول إلى أهدافه. أشارت بعض التقارير إلى استخدام صواريخ فرط صوتية، وإطلاق بعض الصواريخ من غواصات للمرة الأولى. أفاد مسؤولون إسرائيليون بوقوع أضرار في مناطق سكنية غير محددة. استخدمت إيران مزيجًا من ترسانتها المتنوعة. فعّلت صافرات الإنذار في العاصمة الأردنية عمّان، واعترض سلاح الجو الملكي الأردني بعض هذه المسيّرات فوق مجالها الجوي، مؤكدة موقفها بعدم السماح باستخدام مجالها الجوي من قبل أي دول أخرى. تمكنت القوات الجوية الإسرائيلية من اعتراض أخرى فوق أجواء السعودية وسوريا. وفي وقت لاحق، صرّحت مصادر إسرائيلية بأن أمر الاحتماء في الملاجئ الذي فُرض على المدنيين قد رُفع، ما يشير إلى أنّ غالبية الطائرات المسيّرة قد دٌمِّرَت.
استهدفت صواريخ إيرانية مدينة تل أبيب مباشرة بعد الهجوم، وقد نجحت منظومات الدفاع الإسرائيلية في اعتراض عدد منها، بينما أصاب بعضها أهدافاً داخل المدينة. وذكرت إيران أنها استهدفت عشرات المواقع، من بينها قواعد جوية ومواقع عسكرية. وقدّرت قوات الدفاع الإسرائيلية أن عدد الصواريخ الباليستية التي أُطلقت بلغ نحو 150 صاروخاً، جاءت على موجتين متتاليتين. أفادت منظمة «نجمة داوود الحمراء» بإصابة ما لا يقل عن 63 إسرائيلياً؛ حالة واحدة وُصفت بأنها حرجة، وأخرى خطيرة، وثماني إصابات وُصفت بالطفيفة، والبقية طفيفة جداً. تمكّنت خدمات الإنقاذ ومكافحة الحريق في إسرائيل من إنقاذ شخصين من أحد المباني التي تعرّضت للقصف في تل أبيب.
أسفرت الضربات عن سقوط قتيلين وإصابة 80 شخصًا بجروح متفاوتة. كما أفادت التقارير بأن 40 شخصًا تلقوا العلاج في المستشفيات الإسرائيلية، منهم اثنان في حالة حرجة. تضمنت الأضرار المادية أضرارًا في البنية التحتية العسكرية الإسرائيلية. إن حقيقة أن المقذوفات الإيرانية أصابت الأراضي الإسرائيلية مباشرة وتسببت في وفيات لها تأثير نفسي عميق. فهي بذلك حطّمت التصور القديم لحصانة إسرائيل من الهجمات المباشرة من إيران وخلقت الخوف بين الشعب الإسرائيلي. يمكن أن يكون هذا التأثير النفسي بنفس أهمية الضرر المادي، أو أكثر، في تشكيل الرأي العام والاستجابات الحكومية. تُشكل هذه الضربة المباشرة تحولًا كبيرًا في البعد النفسي للصراع.
أعلن الحرس الثوري الإيراني أن إيران «نفذت ردها الساحق والدقيق ضد عشرات الأهداف والمراكز العسكرية والقواعد الجوية» في إسرائيل. سمع دوي انفجارات فوق تل أبيب والقدس، ودوت صفارات الإنذار في جميع أنحاء إسرائيل. أصابت عدة قذائف وسط تل أبيب. تضررت مبانٍ سكنية في تل أبيب ورمات غان. كما استهدفت الضربات أيضاً وزارة الدفاع في تل أبيب.

### 15 يونيو

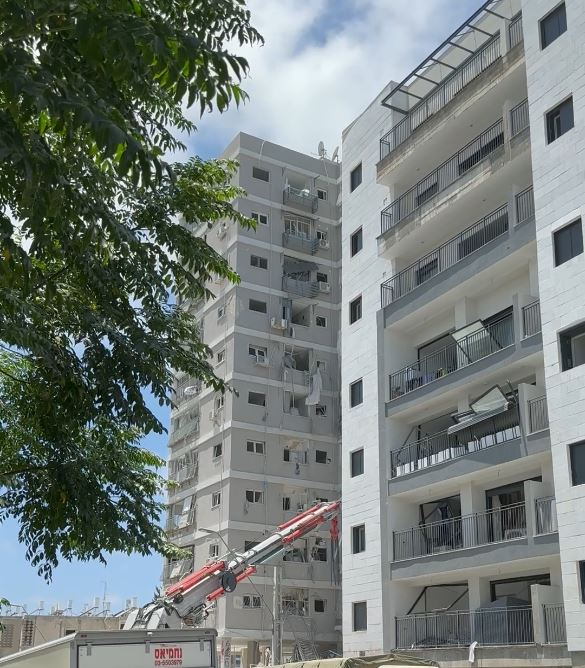
آثار الهجمات الإيرانية في بات يام

في صباح يوم 15 يونيو، أطلقت إيران والحوثيون في اليمن صواريخ باليستية في وقت واحد، مما أدى إلى اصطدامها بالمباني في بات يام ورحوفوت، ومركز تجاري في كريات عكرون، وفي تل أبيب. أسفرت الضربة في بات يام عن مقتل تسعة أشخاص، وواحد في عداد المفقودين. وتضرر 61 مبنى وفقًا لرئيس البلدية تسفيكا بروت. وأصيب حوالي 200 شخص، وفقًا لوكالة نجمة داوود الحمراء، وكان العديد منهم في حالة خطيرة. وكان خمسة من المدنيين الذين قُتلوا في بات يام مواطنين أوكرانيين.
تعرض معهد وايزمان للعلوم، وهو مركز أبحاث علمي لما بعد الدكتوراه في رحوفوت، لقصف إيراني، وأفادت التقارير أن مبنى يحتوي على مختبرات قد تضرر. وأفادت وزارة الدفاع الإسرائيلية أن وسط إسرائيل تعرض لهجوم بصواريخ قادمة من اليمن، وهو ما أكده الحوثيون لاحقًا، حيث صرحوا أنهم استخدموا عددًا من صواريخ فلسطين 2 الباليستية بالتنسيق مع الجيش الإيراني.
وأصابت شظايا لصواريخ إيرانية موقعين في الضفة الغربية. ففي حوالي الساعة 11:20  صباحًا، اندلع حريق على سطح منزل في البيرة، على بُعد أمتار قليلة من منزل محمود عباس، رئيس السلطة الفلسطينية.

### 16 يونيو
في 16 يونيو، أطلقت إيران دفعة أخرى من الصواريخ على إسرائيل، وأفادت التقارير أن شظايا الصواريخ تسببت في أضرار للسفارة الأمريكية في تل أبيب. كما تضررت مدرسة في تل أبيب بالإضافة إلى مبانٍ سكنية في بني براك وحيفا وبتاح تكفا خلال الهجوم. قُتل خمسة مدنيين وأصيب أكثر من 90 آخرين، بمن فيهم صبي يبلغ من العمر 10 سنوات، في وسط إسرائيل. كما تم الإبلاغ عن إصابات في حيفا. وأفادت إسرائيل أن 287 شخصًا دخلوا المستشفى طوال الليل. وعُثر على شخص مسن ميتًا تحت الأنقاض في بات يام.
اعتُرضت طائرة بدون طيار أطلقت باتجاه القنصلية الأمريكية في أربيل بالعراق. لوكالة أنباء فارس شبه الحكومية، أعدمت إيران إيرانيًا مشتبهًا في قيامه بالتجسس.

### 19 يونيو
في 19 يونيو 2025، استهدف صاروخ بالستي إيراني مستشفى سوروكا في مدينة بئر السبع، ما أدى إلى أضرار كبيرة في المبنى والمناطق المحيطة. بعد الهجوم، تم إخلاء جزء من المبنى الذي تعرض للقصف، بما في ذلك قسم الجراحة القديم. وقال متحدث باسم سوروكا إن المستشفى تعرض "لأضرار جسيمة" في مناطق مختلفة، وإن هناك مصابين جراء الهجوم. وطلب المستشفى من الناس عدم القدوم لتلقي العلاج. وصف وزير الصحة الإسرائيلي الهجوم بأنه "عمل إرهابي" و"جريمة حرب" ارتكبها النظام الإيراني ضد المدنيين والفرق الطبية.

### 20 يونيو
أصاب صاروخ إيراني منطقة بئر السبع، ذكرت مصادر إيرانية أن الهدف يضم مؤسسات عسكرية سيبرانية نشطة. وفقًا للقناة السابعة الإسرائيلية أطلقت إيران 20 صاروخًا في هذا اليوم، ما أوقع 21 حالة إصابة لدى الإسرائيليين.

### 22 يونيو
صرح الجيش الإسرائيلي أن إيران أطلقت 27 صاروخًا على إسرائيل في دفعتين، حيث أصيب 11 موقعًا تمتد من مرتفعات الجولان المحتلة، إلى الجليل الأعلى، إلى المناطق الساحلية الشمالية والوسطى من إسرائيل، وأفادت التقارير عن "أضرار جسيمة" في تل أبيب وحيفا. وإدعت قيادة الجبهة الداخلية في الجيش الاسرائيلي بأن خللاً أصاب نظام اعتراض الدفاع الجوي وسقط في حيفا وسط الهجوم الصاروخي الباليستي الإيراني، وهو السبب في عدم انطلاق صفارات الإنذار في المدينة الشمالية، وأصيب ستة وثمانون شخصًا في الضربات. أصيب ثلاثة عشر شخصًا بجروح طفيفة عندما أصابت ضربة مبنى في تل أبيب، وأصيب ستة آخرون في نيس زيونا. أصيب رجل بجروح متوسطة على الطريق 431 بالقرب من بئر يعقوب، ومن المرجح أن صاروخ اعتراضي إسرائيلي أخطأ في الإطلاق قد تحطم في حيفا وقال الحرس الثوري الإيراني إن الضربات استهدفت مطار بن غوريون، ومنشآت بحثية، و"قواعد دعم، ومراكز قيادة وتحكم متعددة المستويات".

### 23 يونيو
أطلقت إيران 15 صاروخًا باتجاه إسرائيل، وسقطت شظايا من صواريخ الاعتراض الإسرائيلية في عدة مدن. وسُمع دوي انفجارات في القدس المحتلة، مما أدى إلى انطلاق صفارات الإنذار لمدة 30 دقيقة. وصرح الجيش الإسرائيلي بأن الهجوم تضمن خمس دفعات منفصلة، كل منها مكون من عدة مقذوفات. وأضاف أن الدفاعات الجوية أسقطت معظم الصواريخ.
وأصاب صاروخ إيراني ساحة عامة في حيفا حيث أصيب 3 أشخاص بجروح طفيفة.
إيران تشن هجومًا صاروخيًا وبالمسيرات على قاعدة العديد الجوية الأمريكية في قطر "كرد انتقامي" على الهجوم الأمريكي على منشآتها النووية مساء السبت فجر الأحد حيث أعلنت وسائل إعلام إيرانية اليوم الاثنين، بدء العمليات الصاروخية "بشارة الفتح" ضد القواعد الأمريكية في قطر والعراق، ردًا على الضربات الأمريكية التي استهدفت مواقع نووية في إيران، ومجلس الأمن القومي الإيراني يقول أن "عدد الصواريخ على قاعد العديد يماثل عدد قنابل هجوم أمريكا على منشآتنا النووية".

### 24 يونيو
الرئيس الأمريكي دونالد ترامب يعلن مساء الإثنين/فجر الثلاثاء وقف إطلاق النار بين إسرائيل وإيران بوساطة قطرية واقتراح أمريكي.

## الإصابات
أسفرت الضربات الإيرانية عن سقوط قتلى وجرحى في إسرائيل، بالإضافة إلى أضرار مادية واسعة النطاق. قامت إسرائيل بفرض حظر إعلامي للتكتم على خسائرها.

### الخسائر البشرية
أفادت صحيفة هآرتس الإسرائيلية، نقلاً عن خدمات الطوارئ، بإصابة 40 شخصاً على الأقل خلال الهجوم. ذكرت مصادر أمريكية إصابة ما لا يقل عن 41 شخصاً في إسرائيل. أفادت وكالة الأنباء الفرنسية (AFP) بإصابة سبعة أشخاص على الأرض. أشارت خدمة الإسعاف الإسرائيلية إلى إصابة 34 شخصاً في منطقة تل أبيب الكبرى، بينهم امرأة في حالة حرجة بعد أن علقت تحت الأنقاض. ذكرت القناة 12 الإسرائيلية، نقلاً عن خدمة إسعاف نجمة داوود الحمراء، إصابة 63 شخصاً في الهجوم الصاروخي الباليستي الإيراني، أحدهم في حالة حرجة، وآخر في حالة خطيرة، وثمانية في حالة طفيفة، بينما أصيب آخرون بجروح طفيفة. سُجلت حالة وفاة واحدة. تم إنقاذ شخصين كانا عالقين داخل مبنى في تل أبيب.
خلال بداية اليوم الثاني، ارتفع العدد إلى 3 قتلى و172 جريح بحسب هيئة الاسعاف الإسرائيلية.
في مدينة طمرة، وهي بلدة عربية تقع في منطقة الجليل، أدى سقوط صاروخ بشكل مباشر على منزل سكني إلى مقتل أربع نساء من عائلة واحدة: أم في الأربعين من عمرها، ابنتاها (20 و13 عامًا)، وقريبتهن في نفس العمر. المنزل المكوّن من طابقين تعرّض لدمار كبير، كما لحقت أضرار بمنازل وممتلكات مجاورة. وأُصيب عدد من السكان بجروح متفاوتة، بينهم حالات هلع، ونُقلوا إلى مستشفيات في مدينة حيفا لتلقي العلاج.

### الأضرار المادية
أصيب مبنى سكني حديث في وسط تل أبيب، واندلعت حرائق داخل بعض الشقق، وتصاعد الدخان من المبنى. تضرر مبنى سكني آخر بشكل كبير بجوار المبنى السكني، حيث تحطمت النوافذ وتدلت قطع معدنية ملتوية من واجهته الخارجية. شوهدت سيارات محترقة وثلاثة منازل متضررة في رامات غان. دمرت تسعة مبانٍ بشكل كامل في رامات غان، وتضررت مئات المباني الأخرى. أصبح 100 شخص بلا مأوى في رامات غان بسبب الهجوم الصاروخي الإيراني. قال الجيش الإسرائيلي تضرر عدد محدود من المباني نتيجة شظايا من اعتراض الصواريخ الإيرانية.
قال قائد شرطة لواء تل أبيب أن ما حدث شمل «عددا كبيرا من المباني»، وأن قوات الإنقاذ تحاول الوصول إلى محتجزين في ملاجئ مغلقة، وقال أن المنطقة تعرضت لعدة أنواع من الصواريخ، وأن هناك مباني انهارت وأخرى دمرت فيها طوابق كاملة. وقالت القناة 13 الإسرائيلية بأن الدمار «غير مسبوق» لحق بمنطقة تل أبيب الكبرى، حيث تعرضت عشرات المباني والمركبات لأضرار مباشرة بفعل الصواريخ الإيرانية أو شظايا الصواريخ الاعتراض. وقالت وسائل إعلام إسرائيلية بأن الصواريخ الإيرانية أصابت 9 مناطق في إسرائيل، وأظهرت مشاهد بثتها وسائل إعلام إسرائيلية وفلسطينية سُحب دخان كثيف يتصاعد من وسط تل أبيب، فيما دوّت صفارات الإنذار في معظم أنحاء البلاد، بما في ذلك القدس وحيفا وبئر السبع، وسط حالة من الذعر العام.
في اليوم الثاني أظهرت الصور حجم الدمار في ليتشيون لتسيون بعد القصف الإيراني الذي تسبب بقتلى وجرحى، وقال صحيفة معاريف الإسرائيلية بأن هدف الضربة كان قصف «منزل قائد عسكري بارز». وقالت وكالة تسنيم الدولية للأنباء أن «مقر وزارة الحرب الإسرائيلية في منطقة كريات تل أبيب، إلى جانب مبنى وزارة الأمن، تعرضا لأضرار مباشرة جراء القصف الصاروخي الإيراني». وفي تل أبيب، تضرر مجمع وزارة الدفاع الإسرائيلية جراء سقوط صاروخ إيراني.
في 20 يونيو، ألحق الهجوم الصاروخي الإيراني أضرارًا كبيرة في مدينة حيفا، بما في ذلك في مسجد الجرينة، وذلك أثناء تواجد عدد من الشيوخ في المكان.

## التداعيات
أدت الضربات إلى تصعيد التوترات الإقليمية بشكل كبير، مما أثار مخاوف من خروج الوضع عن السيطرة. أعربت الوكالة الدولية للطاقة الذرية عن قلقها البالغ بشأن الاستقرار الإقليمي والتأثير المحتمل على المنشآت النووية في المنطقة، مما يضيف بعدًا خطيرًا للأزمة. أعلنت إسرائيل حالة الاستنفار القصوى، ودعا الجيش الإسرائيلي السكان إلى البقاء في الملاجئ تحسباً لمزيد من الهجمات. تم حظر التجمعات وإغلاق المدارس وإلغاء الرحلات الجوية في المطار الرئيسي بإسرائيل كإجراءات احترازية. في المقابل، أعلنت إيران إغلاق مجالها الجوي حتى الساعة الثانية ظهراً بالتوقيت المحلي يوم السبت. كما تم تفعيل أنظمة الدفاع الجوي في طهران لاعتراض أي ضربات إسرائيلية جديدة محتملة. هدّدت إيران أيضاً باستهداف القواعد الإقليمية للدول التي تحاول الدفاع عن إسرائيل، مما يشير إلى نية توسيع نطاق الصراع ليشمل أطرافاً أخرى.

### التداعيات الاقتصادية
ارتفعت أسعار النفط العالمية بأكثر من 10%، لتصل إلى أعلى مستوياتها منذ يناير، مما يعكس قلق الأسواق من تعطيل إمدادات النفط من المنطقة، خاصة عبر مضيق هرمز الذي يعد ممراً حيوياً للطاقة العالمية. أغلقت أسواق الأسهم الأمريكية على انخفاض، حيث تراجع مؤشر داو جونز الصناعي بنسبة 1.79% ومؤشر S&P 500 بنسبة 0.69%. في أوقات عدم اليقين، ارتفعت قيمة الأصول «الملاذ الآمن» مثل الذهب والفرنك السويسري. كشفت وسائل إعلام إسرائيلية أن الضربة الجوية الإسرائيلية على إيران كلفت الحكومة ما يقرب من 1.5 مليار دولار، مما يضيف ضغطاً مالياً على ميزانية الدفاع الإسرائيلية.

### التداعيات الدبلوماسية
تعثرت المحادثات النووية بين إيران والولايات المتحدة. أعلنت إيران تعليق المحادثات غير المباشرة مع الولايات المتحدة لأجل غير مسمى، والتي كان من المقرر أن تجري جولتها السادسة في عُمان. قد تقرر إيران تقليل تعاونها مع تفتيش الوكالة الدولية للطاقة الذرية رداً على الهجمات. قد تجد الحكومات الأوروبية صعوبة سياسية في إعادة فرض عقوبات الأمم المتحدة على إيران قبل انتهاء صلاحية سلطة الإرجاع السريع في أكتوبر، مما يعقد الجهود الدولية لاحتواء البرنامج النووي الإيراني.

## التحليل
تُقدم الضربات الإيرانية والإسرائيلية صورة معقدة لديناميكيات الصراع حيث سعى كل طرف لتحقيق أهداف استراتيجية تتجاوز مجرد الرد المباشر.

### الأهداف الإسرائيلية من الهجوم على إيران
كانت إسرائيل تهدف إلى شل قدرات إيران في تخصيب اليورانيوم، وتقويض وتدمير برنامجها النووي، وبرنامجها الصاروخي، وقمع دفاعاتها الجوية، وإضعاف قدرتها على الرد، وتعطيل سلسلة القيادة والتحكم، ومنع تعافي القيادة بعد الاغتيالات. صرح رئيس الوزراء الإسرائيلي بنيامين نتنياهو أن العملية قد تستمر عدة أيام، ووصفها مسؤولون إسرائيليون بأنها حملة جوية تستمر لأسابيع.

### الأهداف الإيرانية من الرد
سعت إيران إلى إعادة تأكيد حضورها الاستراتيجي، واستعادة الردع، ومعاقبة إسرائيل على قتل قادتها وعلمائها البارزين.

#### التحليل العسكري للضربات الإيرانية
رأى الخبير العسكري فايز الدويري أن إسرائيل والولايات المتحدة نفذتا خداعاً استراتيجياً من حيث توقيت الهجوم الإسرائيلي الأولي. أكد الخبير العسكري والاستراتيجي حاتم الفلاحي أن فشل منظومات الدفاع الجوي الإسرائيلية أمام الكم الهائل من الصواريخ يُعد مؤشراً على عجز في التصدي لما وصفه بالإغراق الصاروخي. أوضح الفلاحي أن الأنظمة الدفاعية الإسرائيلية، من القبة الحديدية إلى منظومتي «حيتس» و«ثاد» الأمريكية، لا تستطيع مواجهة هذا العدد الكبير من الصواريخ المتنوعة في آن واحد. شدد على أن إيران تعمّدت استخدام صواريخ بمديات وقدرات مختلفة، مما أربك المنظومات الدفاعية وجعل عملية التصدي مكلفة ومعقدة. أكد الفلاحي أن الصواريخ الفرط صوتية التي استخدمت، بانقضاضها المباشر من الفضاء وبسرعة هائلة ورؤوسها الحربية الثقيلة، تسببت في دمار كبير، مما يفسر تضرر أبنية كاملة في تل أبيب.
رأى المحلل العسكري فايز الدويري أن إرسال 100 طائرة مسيّرة ليس رداً مؤثراً وموازياً للضربة الإسرائيلية بمفرده، وأن الرد الإيراني يجب أن يكون مركباً وثلاثي الأبعاد (مسيّرات، صواريخ باليستية تقليدية، صواريخ فرط صوتية بتوقيتات متزامنة) ليكون فعالاً. أشار الفلاحي إلى أن استمرار إيران في الرد، رغم الضربات التي طالت قيادتها العسكرية، يدل على تصميمها على فرض معادلة ردع جديدة.

#### تقييم الخسائر الإيرانية من الهجوم الإسرائيلي الأول
صرح اللواء الدويري بأن قتل القادة العسكريين البارزين، رغم تأثيرهم، يندرج ضمن الأهداف التي «يمكن تعويضها» لوجود من يحل مكانهم. أما الأهداف التي يصعب تعويضها، فهي اغتيال 6 إلى 9 علماء ذرة إيرانيين، حيث يحتاجون سنوات طويلة من التأهيل العلمي. أفادت القناة 12 الإسرائيلية بأن «أغلب علماء الذرة الإيرانيين الكبار لم يبقوا على قيد الحياة». فبينما سعت إسرائيل لضربة شاملة تهدف إلى شل القدرات النووية والقيادية الإيرانية، كان الرد الإيراني، رغم تكلفته، مصمماً لإظهار القدرة على اختراق الدفاعات الإسرائيلية وإعادة تأسيس معادلة الردع. هذا يشير إلى أن كلا الطرفين يسعيان لتغيير الوضع الراهن وليس مجرد الرد على الهجمات.
تُبرز التناقضات في تقييم فعالية الضربات الإيرانية (إسرائيل تزعم اعتراض معظمها، بينما تتحدث إيران والخبراء عن «دمار غير مسبوق» وفشل الدفاعات) وجود «معركة سردية» حاسمة. هذه المعركة لا تقل أهمية عن المعركة العسكرية، فهي تؤثر على الدعم الداخلي، والموقف الدولي، وتحدد من يُنظر إليه على أنه المنتصر أو المهزوم، مما يؤثر على القرارات المستقبلية لكلا الطرفين.

## ردود الفعل
تفاوتت ردود الفعل على الضربات الإيرانية على إسرائيل على الصعيدين الدولي والشعبي، مما يعكس تعقيد المشهد الجيوسياسي وتأثير الأحداث على الرأي العام.

### دولياً
- الأمم المتحدة: حث الأمين العام للأمم المتحدة أنطونيو غوتيريش الطرفين على التحلي بـ«أقصى درجات ضبط النفس» وأدان أي تصعيد عسكري في المنطقة. أجرى الرئيس الروسي فلاديمير بوتين محادثات مع كل من الرئيس الإيراني ورئيس الوزراء الإسرائيلي، وأدان الضربات الإسرائيلية وعرض الوساطة بين البلدين. أعادت كندا (رئيس الوزراء مارك كارني) تأكيد «حق إسرائيل في الدفاع عن نفسها»، ودعت إلى ضبط النفس، لكن بيانه تعرض لانتقادات شديدة من منظمات حقوقية لاعتباره «عاراً» و«تمكيناً» لهجوم إسرائيل «غير المبرر».[115] أدانت منظمة الديمقراطية الآن للعالم العربي الهجوم الإسرائيلي ووصفته بأنه «غير قانوني» و«غير مبرر». أدان المجلس الوطني الإيراني الأمريكي الهجوم الإسرائيلي ووصفه بأنه «يفتقر إلى المبرر القانوني». أعربت عُمان، التي كانت تتوسط في المفاوضات الأمريكية الإيرانية، عن أسفها للضربات، مشيرة إلى أن توقيتها كان لإفشال المحادثات.[111]
- الولايات المتحدة صرح الرئيس الأمريكي دونالد ترمب علناً بأن «إيران يجب أن تعقد صفقة، قبل ألا يبقى شيء». أعرب ترامب عن دعمه للحملة الإسرائيلية، وتعهد بمواصلة توفير المعدات العسكرية، وسمح للقوات الأمريكية بالمساعدة في اعتراض وابل الصواريخ الإيراني الأولي. حذرت الولايات المتحدة إيران من مهاجمة المصالح أو الأفراد الأمريكيين، مشددة على أنها سترد عسكرياً في حال حدوث ذلك.[111]